# النصب التذكاري لنيكولاي الأول
النصب التذكاري لنيكولاي الأول (بالروسية: Памятник Николаю I)‏ هو تمثال فروسية من البرونز، تم تثبيته في ساحة القديس إسحاق في سانت بطرسبرغ. ويقع النصب بين قصر مارينسكي وكاتدرائية القديس إسحاق. بدأ بناء النصب التذكاري في عام 1856 وذلك بعد وفاة الإمبراطور نيكولاي (1855) بناءا على أوامر من خليفته ألكسندر الثاني. النصب من تصميم المهندس المعماري الفرنسي أغسطس مونتفيراند، وتم افتتاحه في 7 يوليو [بالتقويم القديم: 25 يونيو
] 1859.

## وصف

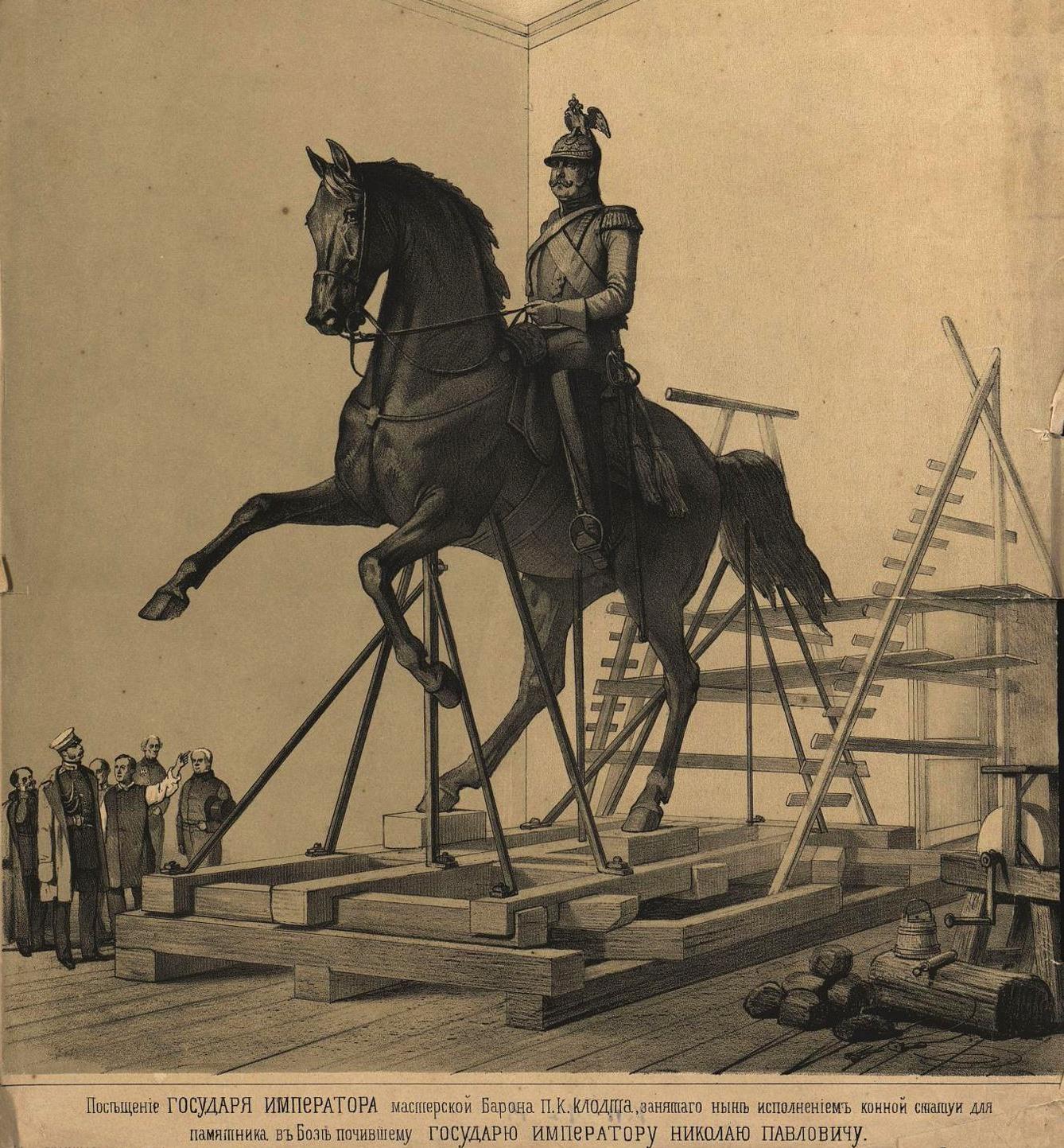
زيارة الإمبراطور الكسندر الثاني لورشة النحات البارون بيوتر كلودت، يشغلها تمثال للفروسية للنصب التذكاري لنيكولاي الأول (1855)

مشروع النصب ينتمي إلى المهندس المعماري Auguste Montferrand. تم إنشاء تمثال الفروسية بواسطة بيوتر كارلوفيتش كلودت. تم صنع القاعدة من قبل المهندسين المعماريين N. Efimov و A. Poirot والنحاتين R. Zaleman و N. Ramazanov
النصب هو تمثال فروسية بطول 6 أمتار لنيكولاي الأول يقف على قاعدة. يصور الإمبراطور بالزي الرسمي الاحتفالي لفوج خيالة حراس الحياة. أما الحصان فقد كان الفحل (أمالاتبك) المفضل لدى الأمبراطور.
قاعدة النصب التذكاري لها شكل بيضاوي وهي مصنوعة من الكوارتزيت القرمزي Karelian Shoksha  والرخام الإيطالي الأبيض. القاعدة السفلية مصنوعة من جرانيت سيردوبول الرمادي.
تم تزيين قاعدة النصب التذكاري العلوية بأربعة شخصيات مجازية من تصميم روبرت زلمان، تجسد "القوة" و "الحكمة" و "العدل" و "الإيمان". رؤوس الشخصيات هي صور للإمبراطورة ألكسندرا فيودوروفنا وبنات نيكولاي الأول - ماريا وألكسندرا وأولغا . يوجد بين التمثالين الأولين شعار دولة مذهب برونزي، يوجد تحته نقش: " إلى نيكولاس الأول - إمبراطور كل روسيا. 1859 ". في البداية لم يكن للنصب سياج، ليتم تثبيته لاحقًا.
على القاعدة السفلى هناك أربعة نقوش بارزة في كل جهة، ثلاثة نحتها نيكولاي رامازانوف وواحده نحتها روبرت زلمان، تحدث عن الأحداث الرئيسية في عهد نيكولاي الأول: قمع انتفاضة الديسمبريين، قمع أعمال شغب الكوليرا، وبناء سكة حديد نيكولاييف، وتجميع مدونة القوانين.
 قالب:Начало скрытого блока

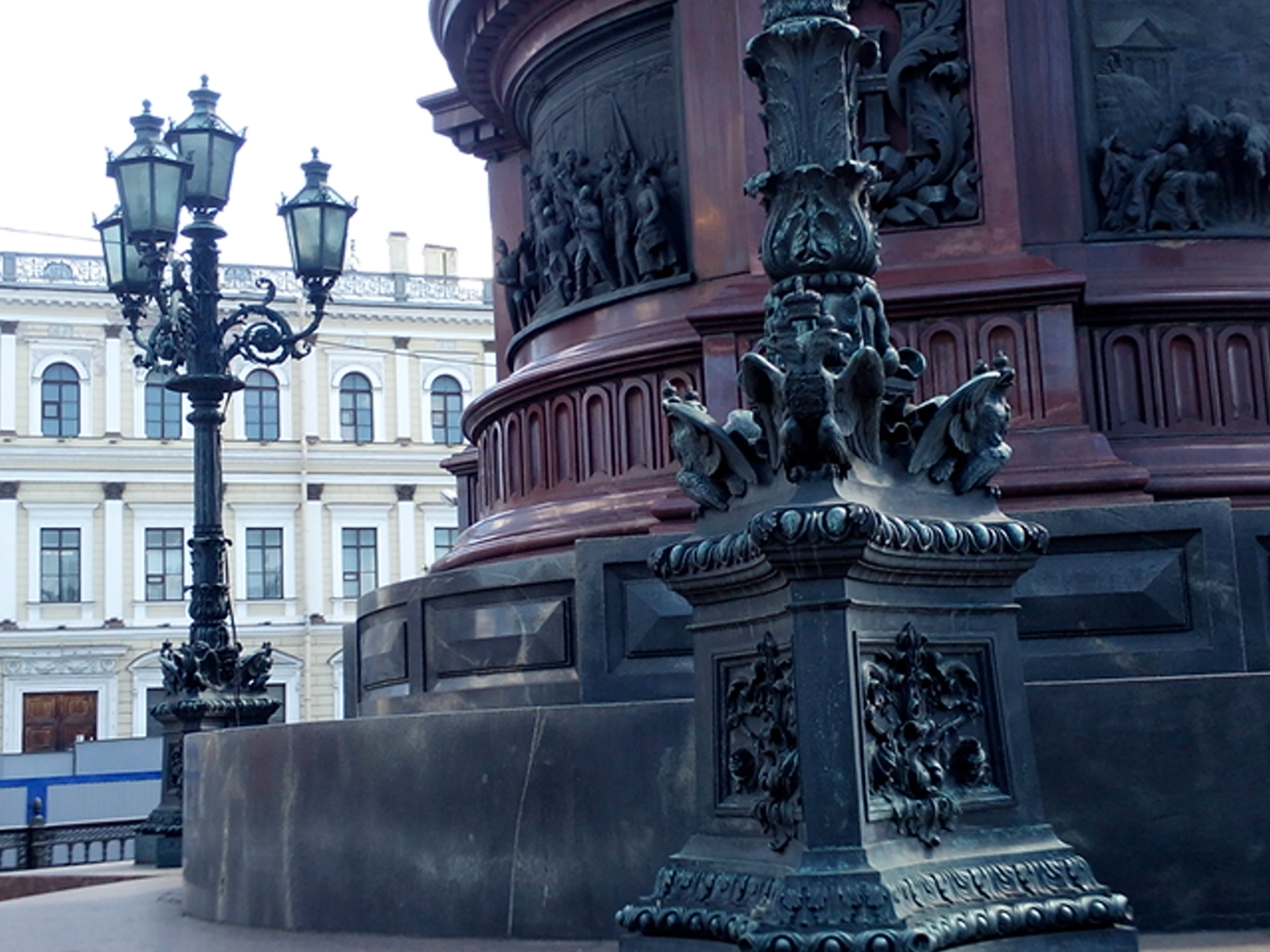
Оформление постамента памятника
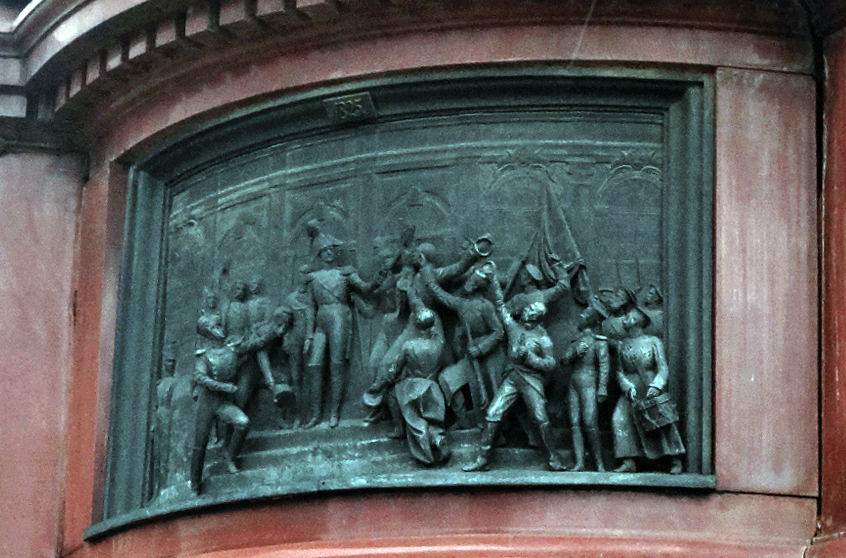
Барельеф «Восстание декабристов в 1825 году»
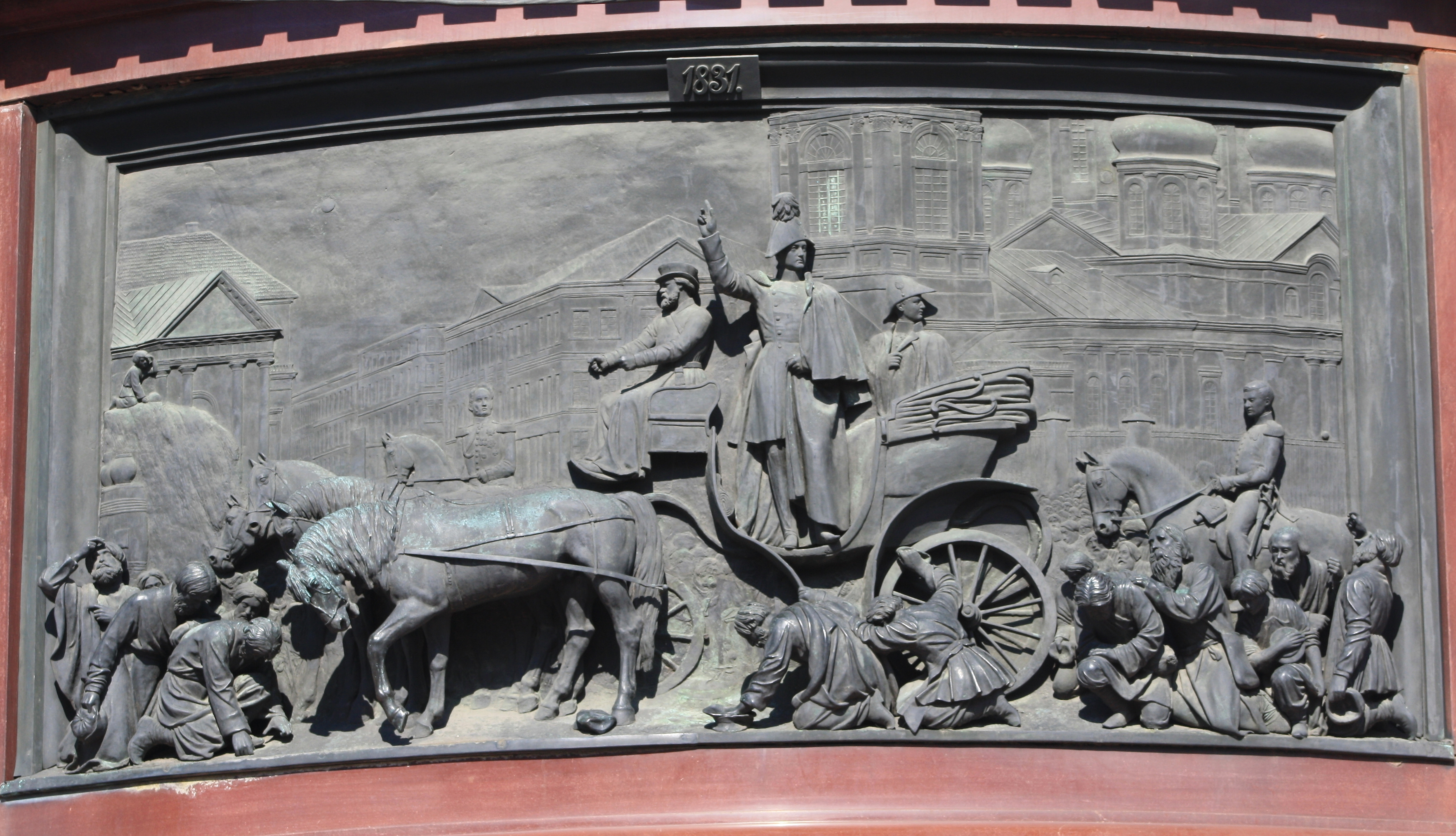
Барельеф «Холерный бунт 1831 года на Сенной площади»
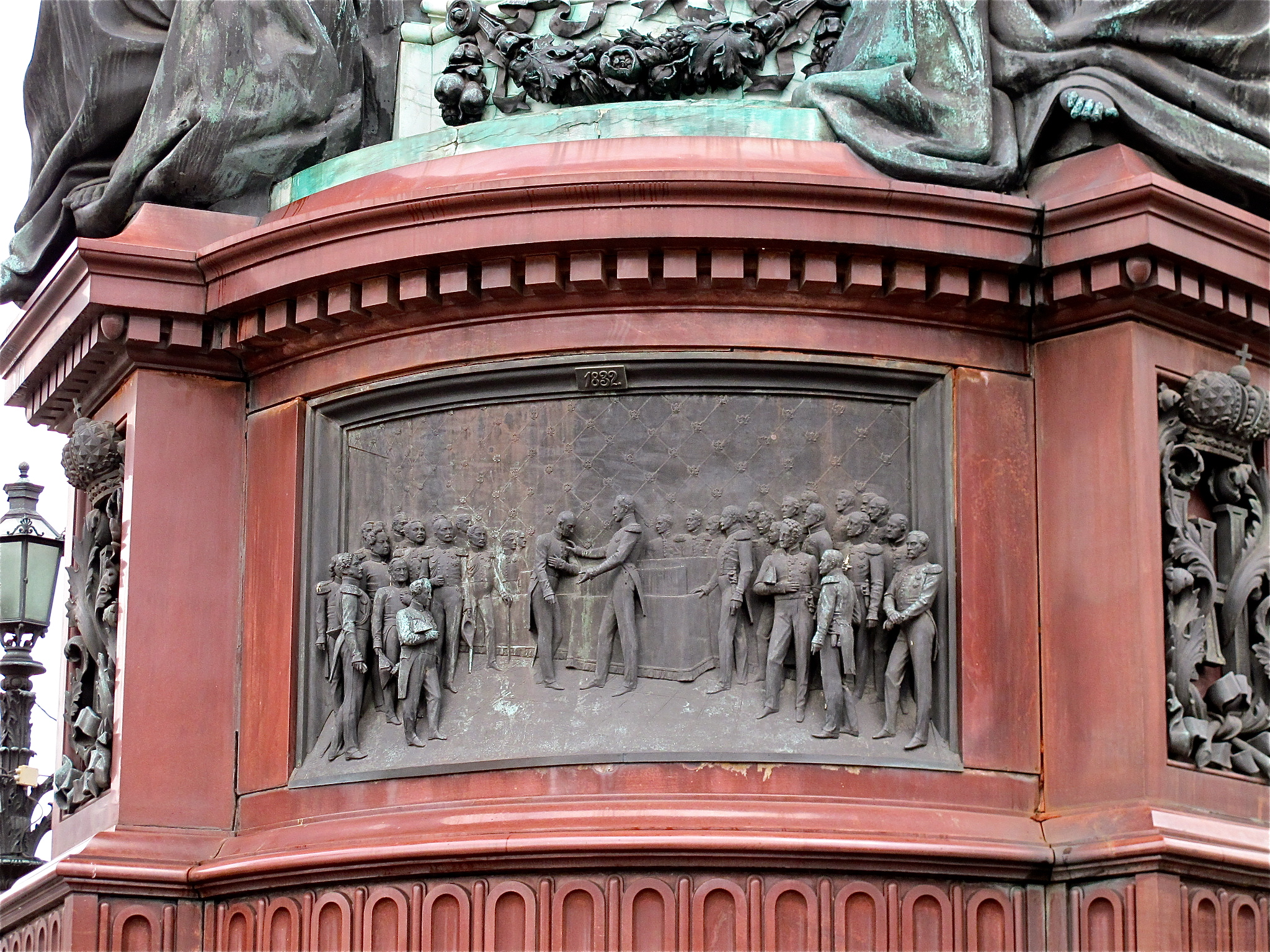
Барельеф «Награждение М. М. Сперанского, собравшего и издавшего в 1832 году «Свод законов Российской Империи»»
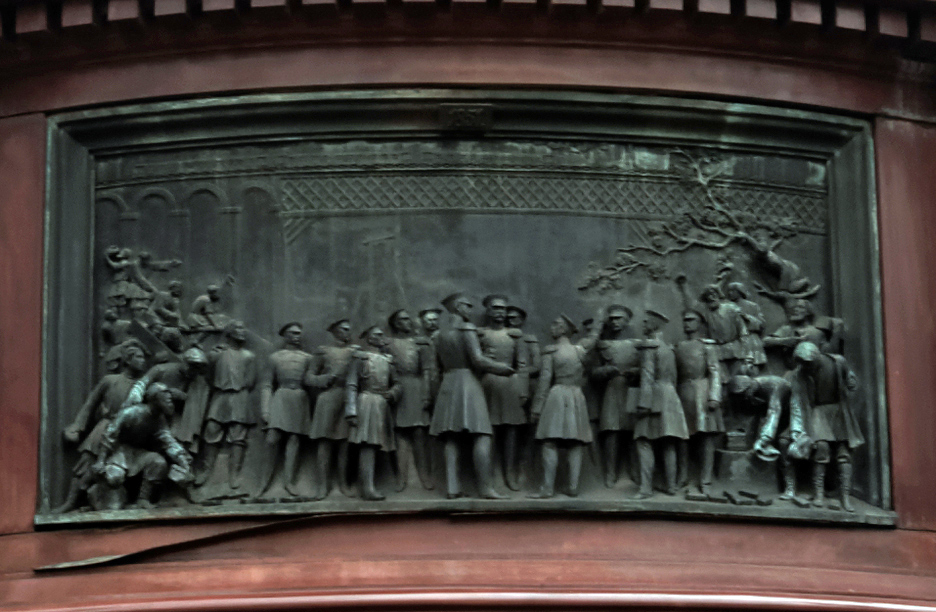
Барельеф «Открытие императором Веребьинского моста Петербург-Московской железной дороги в 1851 году»
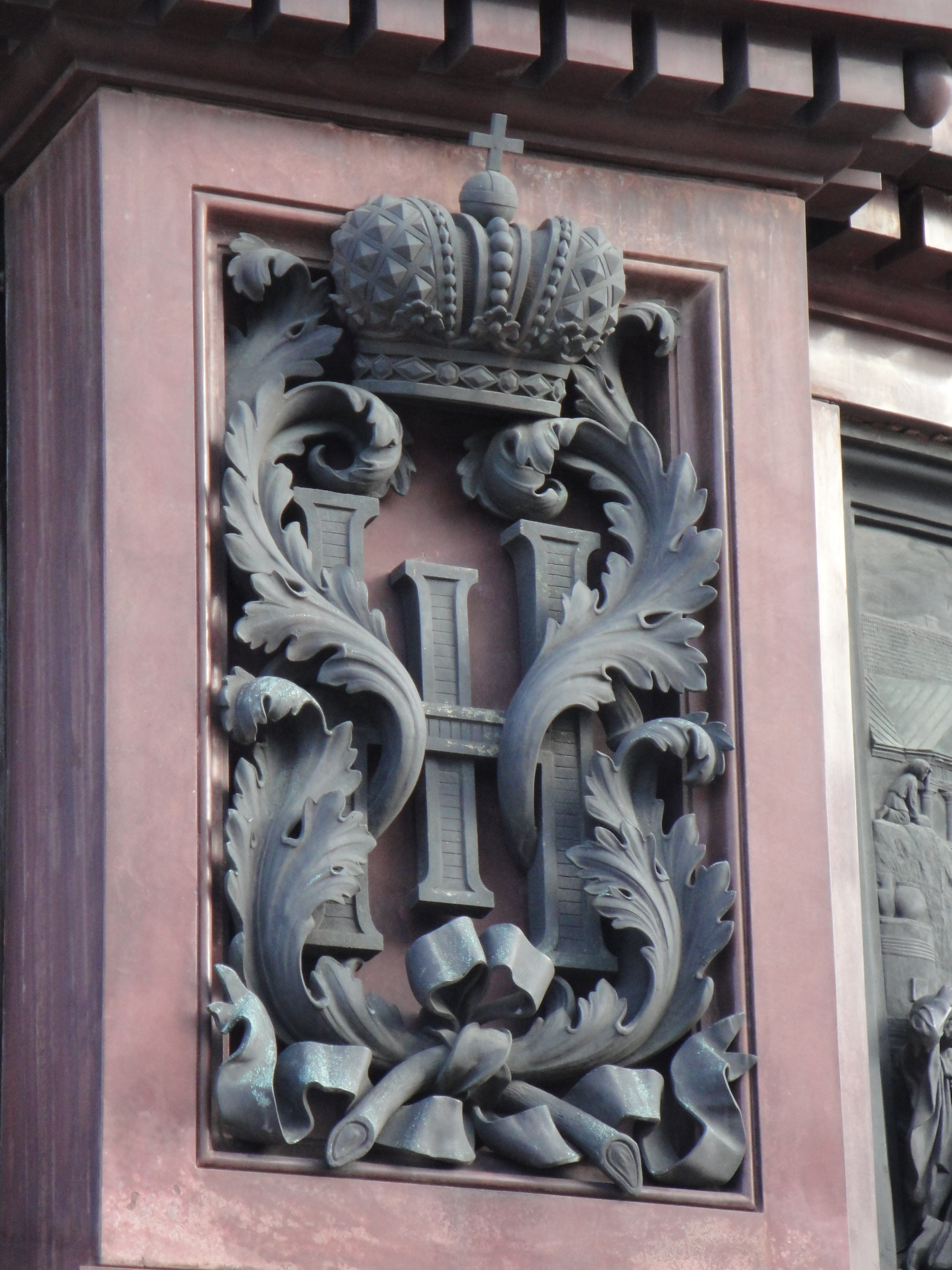
Вензель на постаменте памятника Николаю I
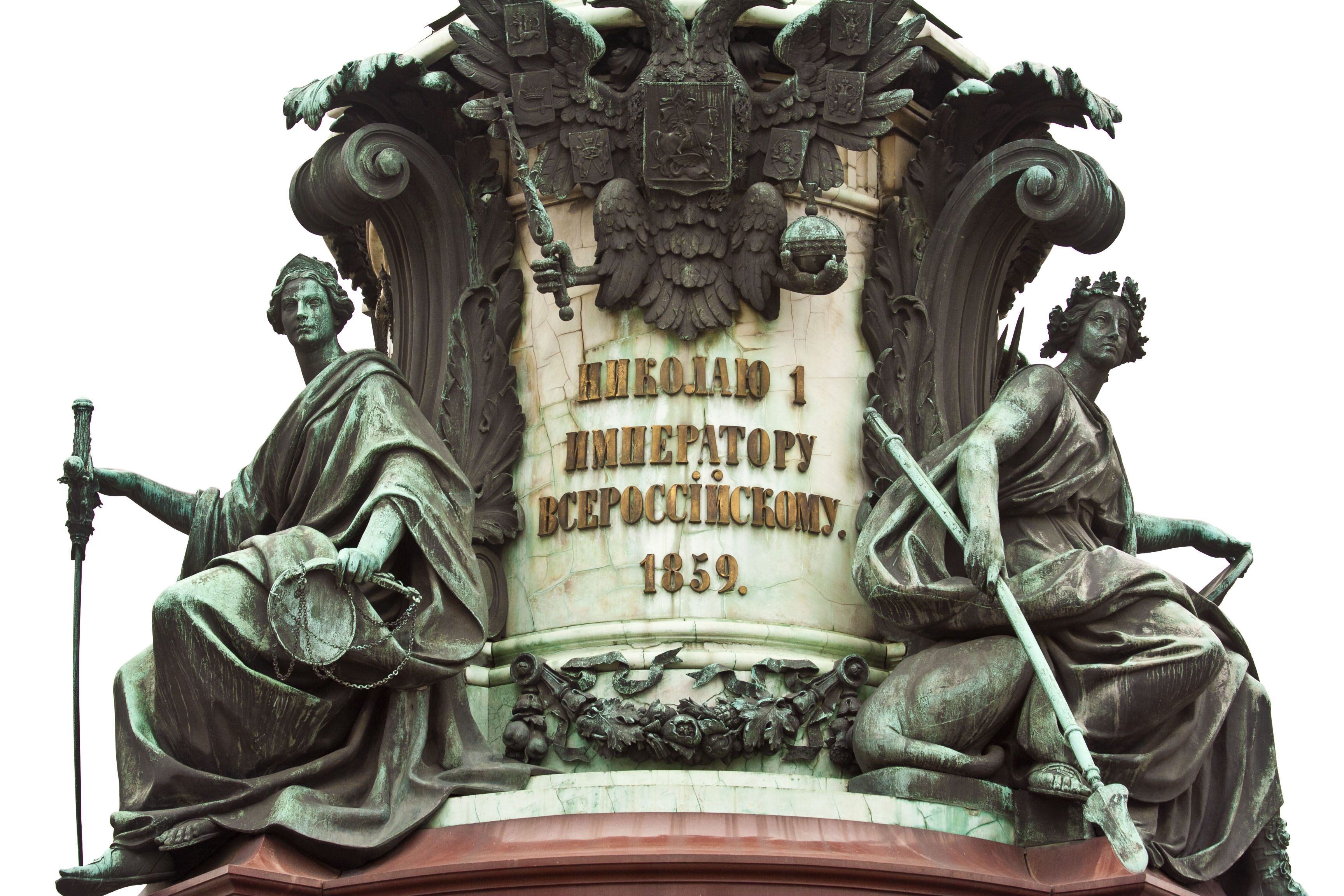
Надпись на постаменте

قالب:Конец скрытого блока

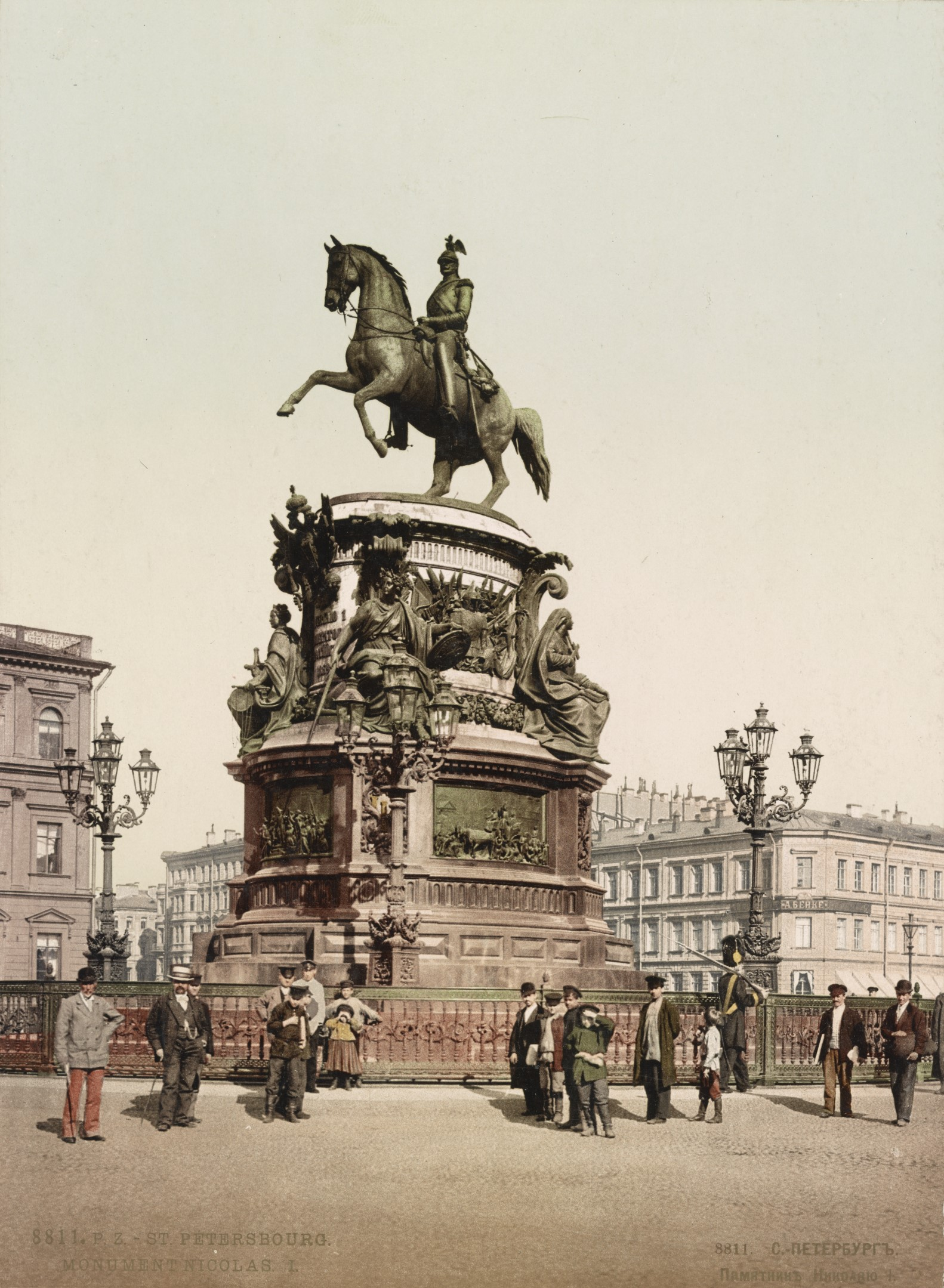
النصب التذكاري لنيكولاي الأول، عام 1896.

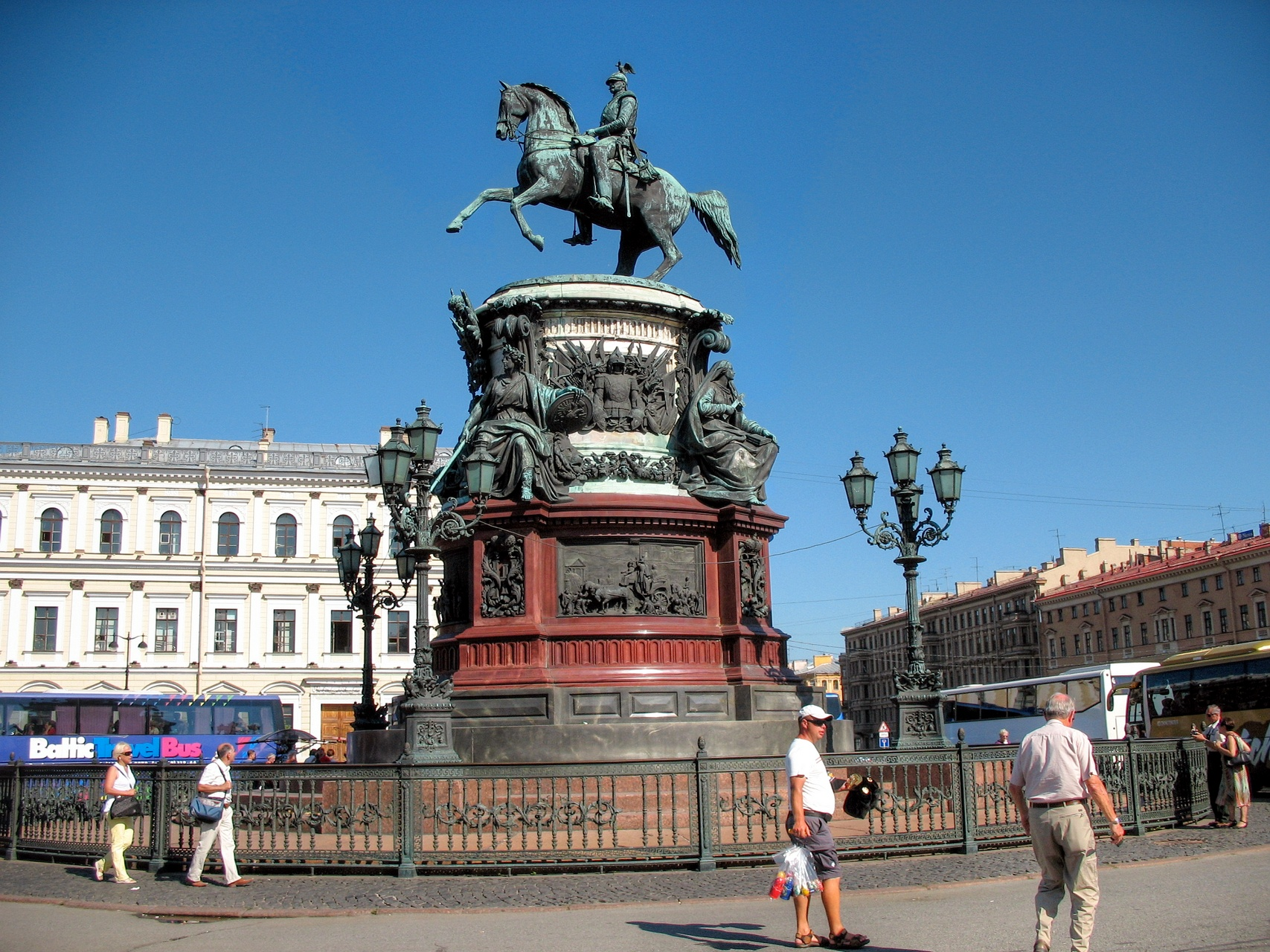
النصب التذكاري لنيكولاي الأول ، عام 2010.

تم إنفاق 753 ألف روبل فضي على بناء النصب التذكاري. استغرق صب التمثال حوالي 1300 رطل (21.3 طن) من المعدن. لم تنجح عملية صب التمثال الأولى: اخترق المعدن القالب، كما حدث في صب الفارس البرونزي. يقف كلا النصبين على نفس المحور، وتفصل بينهما كاتدرائية القديس إسحاق، إلا أن نصب الفارس البرونزي يدير ظهره إلى النصب التذكاري لنيكولاس. وهكذا ولدت القصيدة الساخرة: الجاهل يلحق بالذكي، لكن إسحاق يعترض الطريق.
كان النصب يعتبر في وقته معجزة فنية: فقد كان ثاني تمثال للفروسية في أوروبا، تم وضعه على نقطتي دعم (الحوافر الخلفية للحصان). تم استخدام هذه التقنية لأول مرة لإنشاء نصب تذكاري للرئيس أندرو جاكسون أمام البيت الأبيض في العاصمة الأمريكية (1852).

## في الحقبة السوفيتية وما بعد الاتحاد السوفيتي

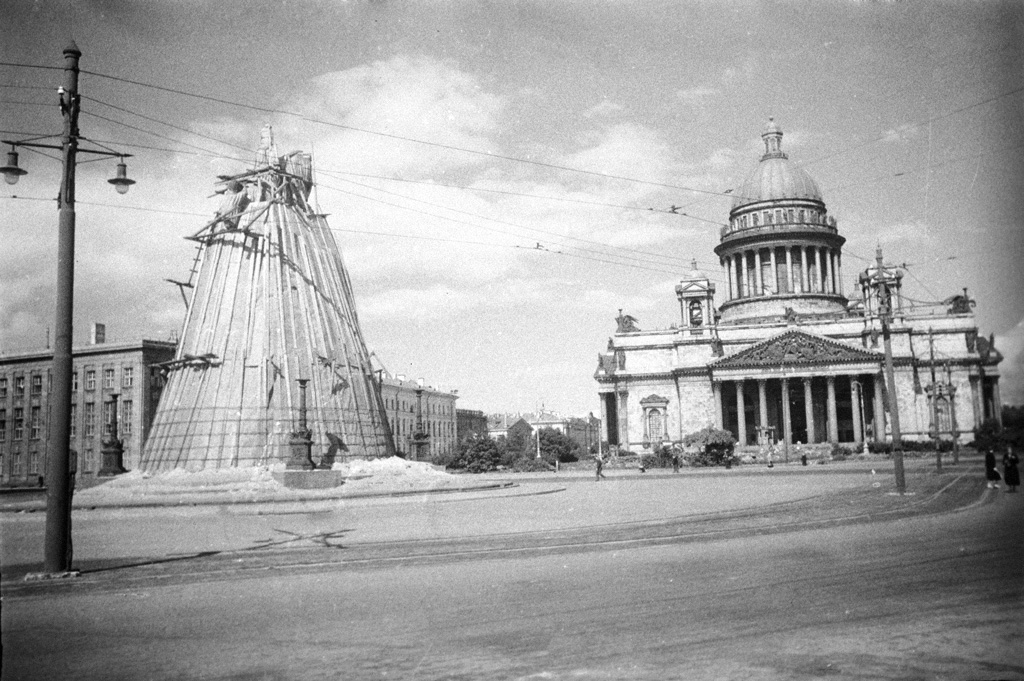
أثناء الحصار، تم تمويه النصب التذكاري (الصورة التقطت عام 1942)

في مارس 1917، بعد فترة وجيزة من ثورة فبراير، اعتبر لونجين بانتيليف الذي ترأس جمعية ذاكرة الديسمبريين النصب التذكاري غير مناسب في ظل النظام الجديد، واقترح استخدام قاعدته لنصب تذكاري على شرف المشاركين في انتفاضة 14 ديسمبر 1825.
بعد ثورة أكتوبر، أثيرت مسألة هدم النصب مرارًا وتكرارًا، ولكن نظرًا لميزاته الفريدة (يحتوي تمثال الفروسية على نقطتي دعم فقط)، فقد تم الاعتراف به على أنه تحفة هندسية ولم يتم تدميره في العهد السوفيتي. في الثلاثينيات من القرن الماضي، تم تفكيك السياج المحيط بالنصب فقط. بعد سقوط السلطة الشيوعية في عام 1992 ، أعيد بناء السياج من جديد مستخدمين بعض من الأجزاء الأصلية المتبقية.
في ليلة 18 يونيو 2011، قام أحد المخربين بإتلاف رأس الحربة لأحد الشخصيات الموجودة على قاعدة التمثال. تم اعتقال المخرب من قبل الشرطة ونقله إلى مركز الشرطة، الجاني شرح تصرفه بالرغبة في التقاط صورة غير عادية. تمت استعادة الرمح في وقت لاحق.
 قالب:Начало скрытого блока

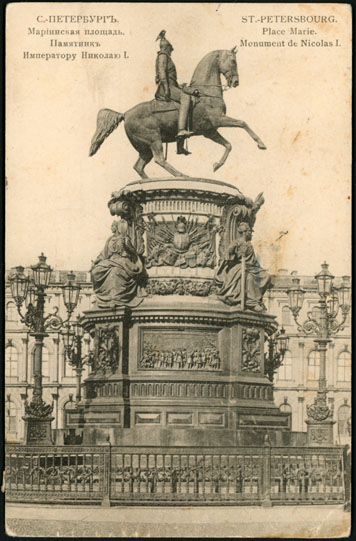
Памятник Николаю I в конце XIX века
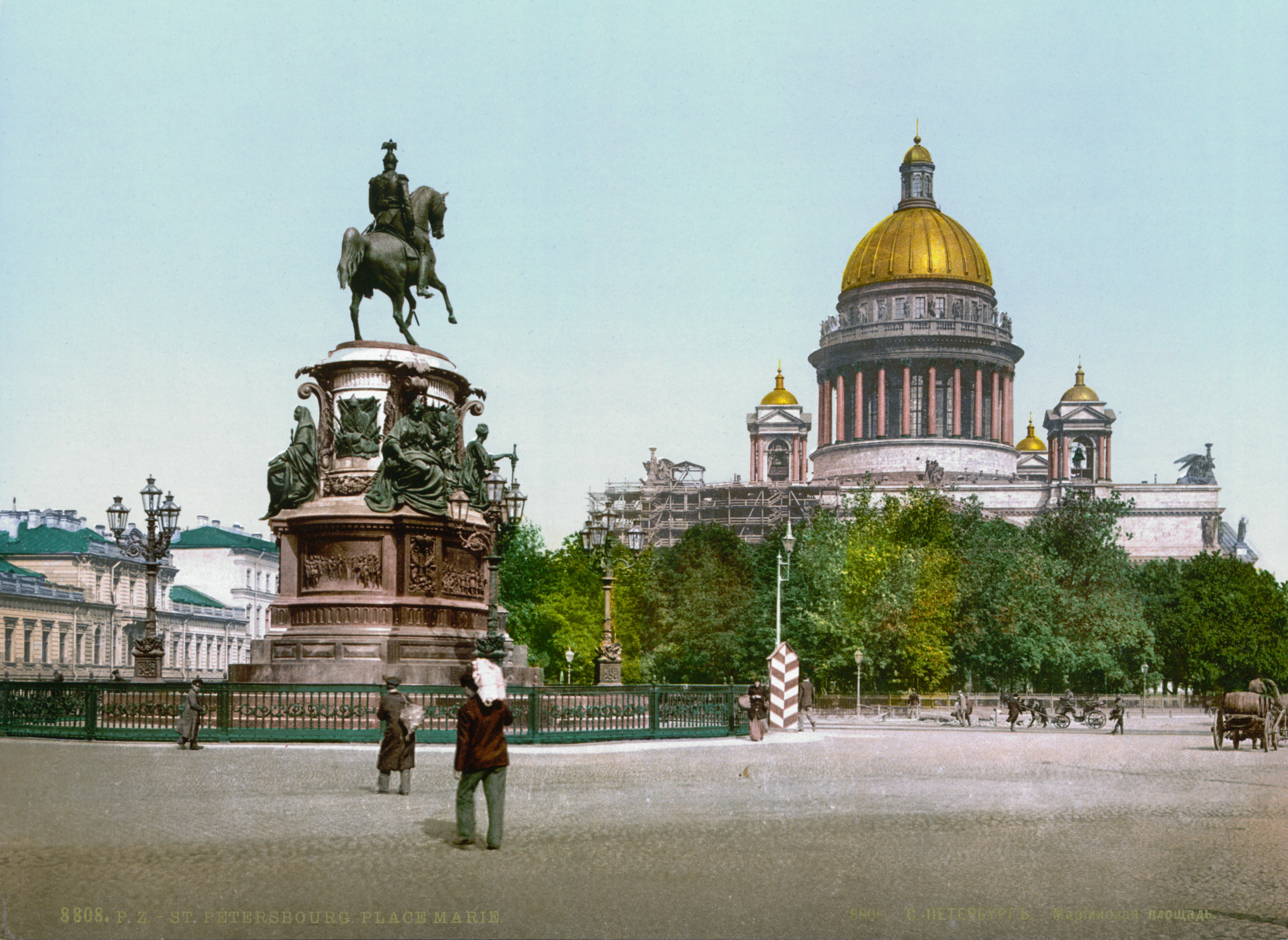
Памятник Николаю I на фоне Исаакиевского собора в конце XIX века
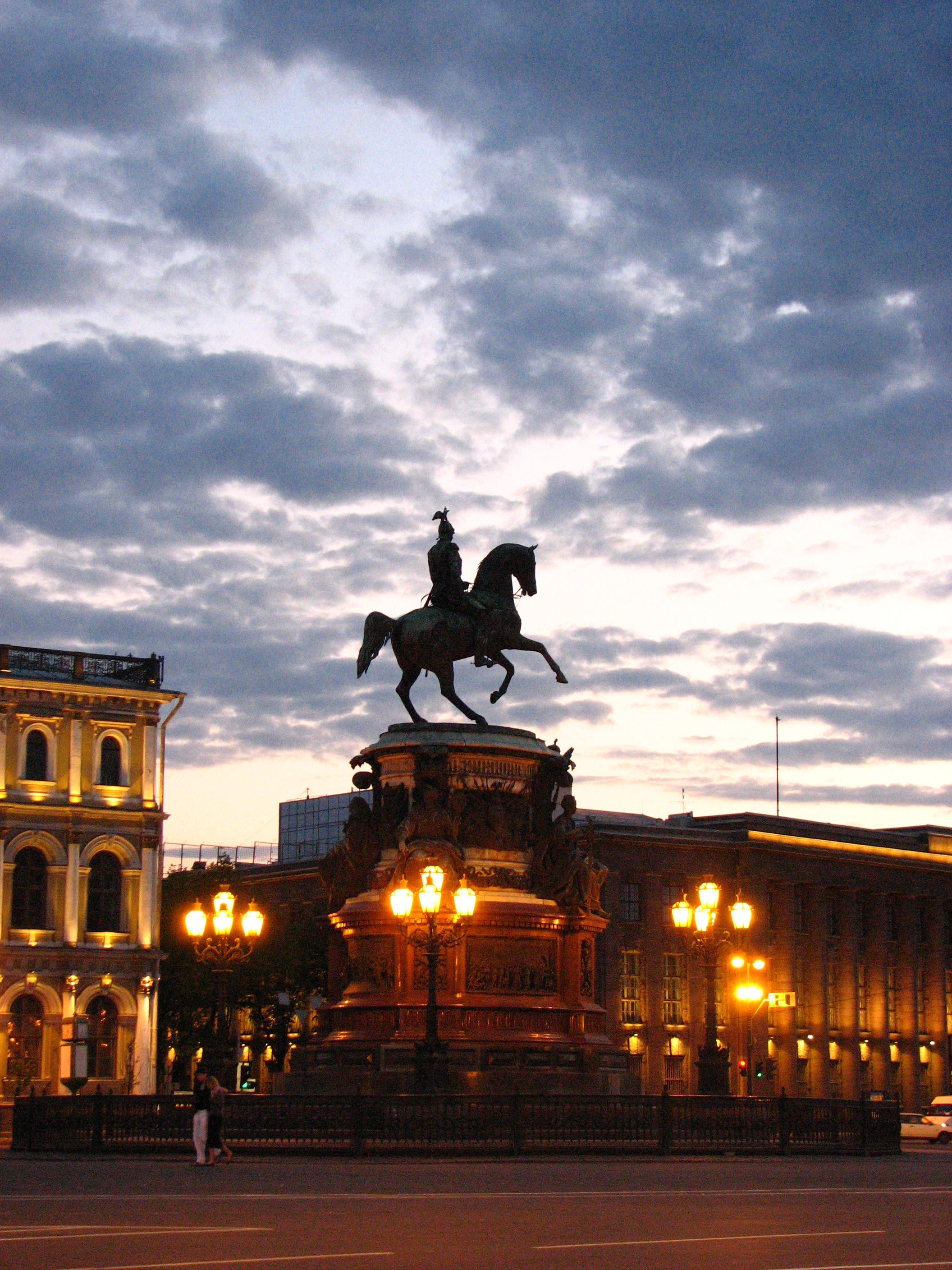
Памятник Николаю I ночью
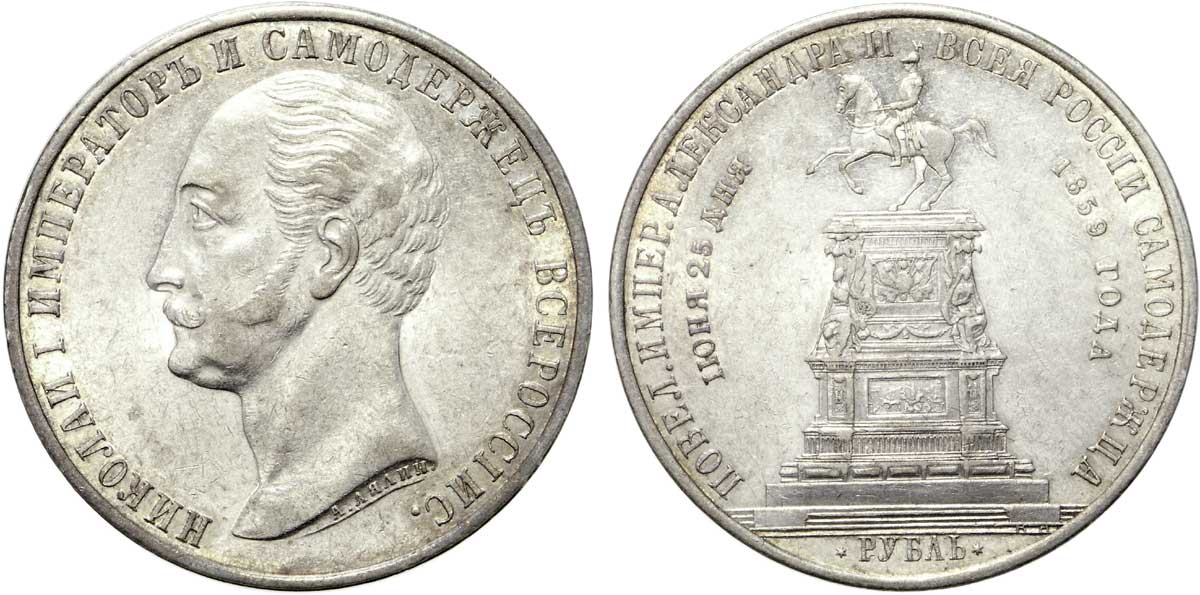
Памятник Николаю I на памятной монете

قالب:Конец скрытого блока

## ترميم
في أوائل العقد الأول من القرن الحادي والعشرين، سجل الخبراء تدهور النصب التذكاري. خلال القرن العشرين، تم إصلاحه نقطة تلو الأخرى ، في أواخر الثمانينيات ، تم إصلاح التشققات في الأرجل الداعمة لتمثال الفروسية.
في 3 مارس 2020، أعلنت KGIOP الموافقة على مشروع ترميم النصب التذكاري. بحلول هذا الوقت ، كان النصب متداعيا للغاية: من خلال الشقوق التي يصل عرضها إلى 30 سم في قاعدة التمثال، كذلك تأثرت الأجزاء البرونزية بالتآكل، وفقد رخام كارارا تلميعه تمامًا.
اكتملت أعمال الترميم في نوفمبر 2021، وكان من المخطط تخصيص 116.4 مليون روبل لتنفيذها.

## انظر ايضا
- تماثيل الفروسية على محورين

## الروابط الخارجية
- مقال على موقع الموسوعة الإلكترونية لسانت بطرسبرغ Архивная копия